# 克羅埃西亞獨立國
克羅地亞獨立國（缩写NDH）是一個由德國和意大利在入侵南斯拉夫之战后将南斯拉夫肢解后扶植的其中一个傀儡政權，存在於1941年—1945年。領土包括克羅地亞（不含達爾馬提亞）、波士尼亞赫塞哥維納以及斯洛維尼亞南部一小块和伏伊伏丁那的小部分。

## 克羅埃西亞自治州
南斯拉夫王國在1918年以「塞爾維亞-克羅埃西亞-斯洛維尼亞王國」之名建國之初，就浮現了塞爾維亞人和克羅埃西亞人不和的問題。兩方的政黨在國會內產生黨爭，最終爆發流血衝突。國王亞歷山大一世以此為由解散國會，改行君主專制。在1929年把國號改為「南斯拉夫王國」。後來1934年時亞歷山大在馬賽被暗殺，當時推論是克羅埃西亞的民族主義者所為，但是真相現在依舊不明。
1939年，南斯拉夫中央集權政府的代表斯維特科維奇與克羅埃西亞的代表馬切克（Vladko Maček）達成了一項稱為《斯維特科夫－馬切克協定》（Sporazum Cvetković-Maček）的協議。協議的主要內容，是依照民族原則建立一個克羅埃西亞巴諾維亞（banovina）的自治單位，隨後也有建立斯洛文尼亞及波士尼亞自治區的意見出現。然而，建立自治區的計畫，因隨後爆發的二次世界大戰而歸於烏有。

## 克羅埃西亞獨立國

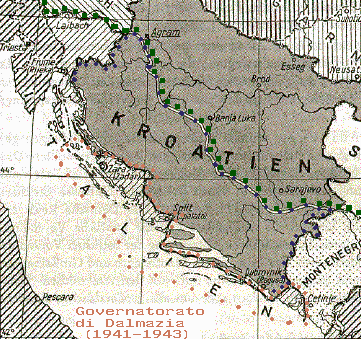
失去达尔马提亚的克罗地亚独立国，綠線分別界定了意大利和德國在克羅地亞的勢力範圍，西部屬意大利，東部屬德國

雖然取得了自治省的地位，但是克羅埃西亞的民族主義者並不滿足，他們主要和義大利王國及北方興起的納粹德國加強交流鞏固關係，其中烏斯塔沙早在1927年向墨索里尼提出割让達尔馬提亞換取義大利對獨立建國的支持。並且在1941年4月1日於札格拉布發表克羅埃西亞獨立國的建國宣言。4月6日轴心國入侵南斯拉夫，南斯拉夫戰败被瓜分。克羅埃西亞民族主義組織烏斯塔沙請義大利王室的薩伏依王朝的王子艾蒙內來當這個新國家的象徵性的君主，並且將他冠上克羅埃西亞建國英雄托米斯拉夫王的名稱，以「托米斯拉夫二世」之名在5月18日即位為國王。該日克羅地亞獨立國领導人安特·帕維里奇和墨索里尼簽訂條約同意克羅埃西亞成為意大利王國的保護國，所以只是個形式上的國王，托米斯拉夫二世沒有實際上的權力。另外托米斯拉夫二世因為擔心遭到恐怖攻擊以及達爾馬提亞問題的緣故，從未踏入自國的領土，一直留在義大利。
克羅埃西亞的建國急先鋒，也是烏斯塔沙的領導人安特·帕維里奇在獨立的同時則成為國家元首，同時兼任首相和外相。他模仿希特勒和墨索里尼實行一黨專政，宣布所有其他的政黨團體為非法，並且建立自己的親衛隊。
烏斯塔沙從南斯拉夫王國手中取得以下的領土範圍。
- （不含達爾馬提亞）
- 斯洛維尼亞的布雷日采
- 塞爾維亞的伏伊伏丁那部份地區。

接下來烏斯塔沙就是對於以上範圍內的塞爾維亞人展開復仇，將近70萬人被送到強制收容所遭到虐殺，此外連吉普賽人、猶太人和同樣是克羅埃西亞人的反對派也被大量地逮捕送入收容所。其中最惡名昭彰的雅瑟諾瓦集中營更有巴爾幹的奧斯威辛集中營之名。儘管如此，屬意大利勢力範圍的克羅地亞西部是當地及東部猶太人、塞族人等的避難所，因為烏斯塔沙在那裡的行為被意大利駐軍限制。其中更有兩所集中及滅絕營因為過於反人類而惡化當地抵抗運動 (帕島集中營)和污染水源被意大利軍隊關閉。
更甚者到了1941年4月30日，克羅埃西亞獨立國採用了國籍法，將全部的非亞利安人（克羅埃西亞人認定為亞利安人）市民被認定為無國籍者。並在同一天實行禁止異族通婚的法律。6月4日起禁止非亞利安人進入或參加社會、青年、體育、文化組織、文學、新聞、繪畫、音樂、戲劇、電影院的活動。
1941年4月17日南斯拉夫向德軍投降，南斯拉夫王國的國土之後被納粹德國、意大利王國、保加利亞王國、匈牙利王國等軸心國瓜分佔領。國王和政府大員流亡英國，以塞爾維亞軍人為中心的切特尼克組織和克羅埃西亞獨立國對抗。但是切特尼克組織本身有虐待克羅埃西亞人的行為加上之前舊南斯拉夫軍內的矛盾糾葛，所以除了塞爾維亞人之外幾乎沒有其他人支持切特尼克。同時當地對德國進行抵抗的則是南斯拉夫共產黨的狄托所率領的游擊隊。
同年的6月15日，克羅埃西亞獨立國加入三國同盟，6月26日加入反共產國際協定。同年的6月22日德蘇戰爭開戰，克羅埃西亞獨立國也對蘇聯宣戰，並且派送兩萬兵力前往東部戰線。日本偷襲珍珠港7日後，即12月14日，克羅地亞獨立國向英美宣戰。然後1942年9月安特·帕維里奇訪問德國，得到希特勒的同意將斯拉夫科·庫瓦特尼克解職重組政府。
1943年9月8日義大利投降，名義上的國王托米斯拉夫二世也放棄王位。接下來1945年德國戰敗投降所以「克羅埃西亞獨立國」瓦解，安特·帕維里奇流亡西班牙，同年5月8日克羅埃西亞取消獨立，原領土全部回到南斯拉夫。

## 外交
雖然克羅埃西亞獨立國是傀儡政權，但是也受到許多國家的承認，在二次大戰結束之前的克羅埃西亞獨立國受到軸心國、軸心國控制的其他傀儡政權、及親軸的中立國，共受到19國的承認，下面加上（軸）字的就是和軸心國有關係的國家（包含脫離軸心國者）。

- 納粹德國（軸）
- 義大利王國（軸）
- 大日本帝國（軸）
- 匈牙利王國（軸）
- 羅馬尼亞王國（軸）
- 保加利亞王國（軸）
- 芬蘭（軸）
- 西班牙
- 斯洛伐克第一共和國（軸）
- 丹麥保護國政府 （軸）
- 汪精衛南京國民政府（軸）
- 滿洲國（軸）
- 泰國（軸）
- 瑞士
- 維琪法國（軸）
- 阿根廷
- 瑞典
- 梵蒂岡
- 塞爾維亞救國政府（軸）

## 外部連結
- Independent State of Croatia - NDH （页面存档备份，存于）
- Axis History Factbook - Croatia
- U.S. Holocaust Memorial Museum Holocaust era in Croatia (1941-1945) （页面存档备份，存于）
- Independent State of Croatia's Military Decorations （页面存档备份，存于）
- BBC News: Croatian holocaust still stirs controversy （页面存档备份，存于）
- Biography of Pavelić （页面存档备份，存于）
- Another Biography of Pavelic （页面存档备份，存于）
- Two Bullets for Pavelić （页面存档备份，存于）
- Miroslav Filipović-Majstorović （页面存档备份，存于）
- Pavelic's escape to Argentina
- Ivan Goran Kovačić The Pit （页面存档备份，存于）
- Jasenovac - a prisoner execution （页面存档备份，存于）
- Independent State of Croatia proclamation （页面存档备份，存于）
- genocide committed by Ustashi （页面存档备份，存于）
- unindentified Croatian Ustasha（页面存档备份，存于）
- Avro Manhattan: "The Vatican's Holocaust" （页面存档备份，存于）, a book about the Ustaše and the NDH